# Facultad de Farmacia y Bioquímica (Universidad Nacional Mayor de San Marcos)
La Facultad de Farmacia y Bioquímica de la Universidad Nacional Mayor de San Marcos (siglas: FFB-UNMSM) es una de las veinte facultades que conforman dicha universidad. La facultad en la actualidad, dentro de la organización de la universidad, forma parte del área de Ciencias de la Salud y cuenta con las escuelas académico-profesionales de Farmacia y Bioquímica, de Ciencias de los alimentos y de Toxicología, que brindan tanto estudios de pregrado como de postgrado. Su ubicación es dentro en el Campus San Fernando.

## Historia

### Protoboticario y cátedras
Sus orígenes se remontan a la creación del Protoboticario en 1808 y la inclusión de la enseñanza de farmacia en el plan de estudios del Real Colegio de Medicina y Cirugía de San Fernando.
En 1831, el Congreso de la República aprueba la creación de una Junta Directora de Farmacia que funcionó en el Colegio de la Independencia.
En 1856, el Colegio de la Independencia es transferido a la Universidad San Marcos (retornando así a la dependencia universitaria), transformándose en la Facultad de Medicina y con lo cual desaparece la Junta de Farmacia.
En 1915, se decide que la cátedra que se impartía en la Sección de Farmacia de la Facultad de Medicina obtenga autonomía, y además ese año comienza la construcción del local para la Sección de Farmacia, donde está la Facultad en la actualidad, al lado del Jardín Botánico de Lima.

### Escuela
Con la Ley N º 4004, el 30 de julio de 1920 se creó el Instituto de Farmacia y en 1931 se crea la Escuela de Farmacia y Química aplicada en la Facultad de Medicina.
En el Gobierno de Óscar R. Benavides, de acuerdo al Estatuto promulgado por Ley No.7824, se renombra a la Facultad de Medicina como Facultad de Ciencias Médicas, y dentro de ella queda incluida las Escuelas de Farmacia, Medicina y Odontología. Posteriormente las escuelas de odontología y farmacia comenzarían sus procesos de autonomía total para convertirse en facultades, lo cual generaría el primer cisma en la Facultad de Medicina.

### Facultad de Farmacia y Bioquímica
El 29 de octubre de 1943, por Ley n.º 9837, se crea la Facultad de Farmacia y Bioquímica de la Universidad Nacional Mayor de San Marcos, siendo promulgado por el presidente Manuel Prado Ugarteche. 
En todo el recorrido hasta la fecha la Facultad se ha fortalecido como la Institución pionera y referente en la formación de Farmacéuticos en el Perú.
En 2008, considerando el antiguo acertó que la farmacia es la profesión del medicamento, el alimento y el tóxico y la cada vez mayor importancia en estos tres bastiones en la vida del ser humano, por Consejo Universitario se crearon las Escuelas Profesionales de Ciencia de los Alimentos y Toxicología (siendo el primero de su tipo en América Latina), que empezaran a funcionar a partir del semestre 2009-I.

## Organización

### Gobierno
La Facultad de Farmacia y Bioquímica de la Universidad Nacional Mayor de San Marcos, está organizada en las siguientes instancias:
- Decanato: Según los estatutos de la Universidad Nacional Mayor de San Marcos, la máxima autoridad dentro de la facultad es el Decano. Por obligación, el Decano debe ser un catedrático que tenga la categoría de titular; grado académico de doctor; la duración del cargo es de tres años y está permitida la reelección para un segundo periodo no consecutivo. La actual decana electa es la Dra. Mirtha Roque.

- Consejo de Facultad: Según los estatutos de la universidad, le corresponde definir las políticas de desarrollo académico e institucional de acuerdo a los lineamientos y estrategias emanados de la Asamblea Universitaria y el Consejo Universitario. Lo conforma el Decano, que lo preside, además de los Directores de Escuela, profesores titulares y miembros del tercio estudiantil.

- Vicedecanato Académico: Según los estatutos universitarios, está encargada de brindar asistencia y apoyo académico a la facultad. También se encarga de dirigir, coordinar, supervisar, programar, organizar las actividades académicas de la Facultad.

- Direcciones de Escuelas: De acuerdo al artículo veinticinco del estatuto universitario, las Escuelas Profesionales (siglas: EP) son las unidades de la facultad encargadas de la formación de los estudiantes que cursan las carreras de pregrado. Tienen entre sus funciones principales elaborar, coordinar y ejecutar los currículos (plan) de estudios, y resguardar las actas promocionales y grados que se otorguen.

### Estudios académico-profesionales

#### Pregrado
Las Escuelas Académico-Profesionales (E.A.P.) son parte de la estructura educacional de la Facultad de Farmacia y Bioquímica de la Universidad Nacional Mayor de San Marcos, en el Perú, las cuales incluyen: Farmacia y Bioquímica, y las nuevas Escuelas creadas en el año 2008 (Ciencia de los Alimentos y Toxicología), son los órganos de línea de la facultad encargada de la formación académica-profesional de los estudiantes de farmacia y bioquímica.
Allí se desarrollan actividades como:
- Investigación y desarrollo de medicamentos
- Investigación en plantas medicinales y otros recursos terapéuticos
- Estudios en alimentos y nutrición
- Investigación biotecnológica
- Análisis Químico - Biológicos
- Investigación en Biología Molecular

#### Posgrado
La Facultad oferta a través de su Unidad de Posgrado (UPG), carreras de maestrías, doctorados y segunda especialización.

##### Doctorados
- Farmacia y Bioquímica.

##### Maestrías
- Atención farmacéutica
- Biotecnología
- Ciencias de los alimentos
- Ciencias farmacéuticas
- Toxicología
- Microbiología
- Farmacología con mención en Farmacología Experimental
- Productos naturales y Biocomercio
- Química Clínica

##### Segundas especialidades
- Industria Farmacéutica
- Políticas de regulación farmacéutica
- Productos sanitarios, materiales biomédicos y dispositivos médicos.

### Departamentos Académicos
- Departamento Académico de Farmacología, Bromatología y Toxicología (DAFBT)
- Departamento Académico de Química Básica y Aplicada (DAQBA)
- Departamento Académico de Farmacotécnia y Administración Farmacéutica (DAFAF)
- Departamento Académico de Microbiología y Parasitología Básica y Aplicada (DAMPBA)
- Departamento Académico de Bioquímica (DABQ)

### Centros de Investigación
- Instituto de Investigación en Química Biológica, Microbiología y Biotecnología "Marco Antonio Garrido Malo"
- Instituto de Investigación en Ciencias Farmacéuticas y Recursos Vegetales "Juan de Dios Guevara"
- Centro Latinoamericano de Enseñanza e Investigación en Bacteriología Alimentaria - CLEIBA

### Servicios

#### Centro de Producción farmacéutica (CENPROFARMA)
- Centro de Control Analítico (CCA): Organización que  brinda  servicios  de  análisis  de  control  de  calidad de productos  farmacéuticos,  productos sanitarios  y/o  veterinarios.
- Servicio Académico Asistencial de Análisis Clínico: Brinda atención en análisis clínicos a la comunidad.

#### Centro de Información, Control Toxicológico y Apoyo a la Gestión Ambiental (CICOTOX)
Fundado en la década de los 90. Brinda servicios a la comunidad en aspectos relacionados con el diagnóstico, tratamiento y prevención de las intoxicaciones por sustancias químicas. La institución fue una de las primeras de su tipo en el Perú y actualmente asiste casos de intoxicaciones las 24 horas.

### Jardín Botánico
Fue fundado en la era colonial, el 18 de marzo de 1787 por Carlos III de España como Real Jardín Botánico de la ciudad de Lima. El diseño original fue inspirado en el Jardín Botánico de Madrid. Su organización durante la etapa del virreinato estuvo inicialmente a cargo del farmacéutico español Juan José Tafalla Navascués, a quien en 1808 le fue conferida dicha tarea con base en una partida económica que resultó excedente de la construcción del Colegio de Medicina y Cirugía de San Fernando. Desde sus primeros años el jardín fue pensado para enriquecer la enseñanza médica. Tras haber reemplazado el local original ubicado al lado del Cementerio General de Lima en 1807, el Jardín se instauró en la denominada Huerta de Mestas, Barrios Altos. Cincuenta años más tarde, el entonces Colegio de Medicina, Farmacia y Cirugía de la Universidad de San Marcos, estaba en planes de trasladarse a una nueva sede. Desde que dicha ubicación fue cedido a la Facultad de Medicina de San Marcos en 1867, y precisamente tras el fracaso de las primeras iniciativas, la labor de organización del Jardín Botánico recayó en el médico Miguel de los Ríos; la misma que fue continuada por el naturalista y explorador de origen italiano Antonio Raimondi.  
El denominado predio de Huerta de Mestas en donde se ubicaba el Jardín Botánico fue escogido para edificar la nueva sede de la Facultad de Medicina, obra culminada en 1903, en el gobierno del ingeniero Eduardo López de Romaña. No obstante, el Jardín Botánico permaneció abandonado y careció de autoridad alguna desde 1932. Fue recién durante 1942 que el matemático y docente Godofredo García Díaz junto al entonces decano de la Facultad de Medicina Carlos Monge Medrano decidieron restaurarlo. Para ello contaron con el asesoramiento del botánico de origen estadounidense Thomas Harper Goodspeed, el botánico alemán Augusto Weberbauer y el naturalista polaco Félix Woytkowsky. Precisamente, Augusto Weberbauer fue uno de los docentes pioneros en el desarrollo de la botánica en San Marcos a través de su enseñanza en la entonces Escuela de Farmacia en 1921. En lo posterior, Weberbauer ejerció como director del jardín, cargo luego otorgado al botánico Ramón Ferreyra, quien además fundó en 1948 el Herbario San Marcos. En 1942, gracias a García y Monge, volvió a ser administrado por la Facultad de Medicina, y estudiado a través del Instituto de Farmacia y Química Aplicada, y en 1944, el Jardín Botánico pasó a ser administrado por la recién fundada Facultad de Farmacia y Bioquímica, quienes se encargaron de clasificar los tipos de plantas, y desde 1970 de intentar conservarlo a pesar del abandono, hasta que en 1996, la Comisión Reorganizadora de la universidad instaurada por el fujimorato, promulgó que el Jardín Botánico pasará a depender directamente del rectorado, según el R.R N°056605 - 96. En 2012, el entonces rector Pedro Cotillo, cedió el jardín botánico para que sea administrado nuevamente por la Facultad de Farmacia y Bioquímica.
Actualmente el jardín botánico de San Fernando es material de estudio botánico y de propiedades para los estudiantes, aunque se necesitan algunas mejoras.
El Jardín Botánico se ubica en el Jirón Puno 1002, Barrios Altos, Cercado de Lima. Cuenta con una colección de plantas que incluye ejemplares de la familia Gramineae, árboles de hasta cuarenta años de edad, plantas nativas de Uruguay, el árbol de la Quina, entre otros.